# Okorvölgy
Okorvölgy é um município da Hungria, situado no condado de Baranya. Tem 3,11 km² de área e sua população em 2019 foi estimada em 68 habitantes.